# 日本陸水学会
日本陸水学会（にほんりくすいがっかい、英語: The Japanese Society of Limnology）は日本において陸水学を研究する学術団体である。

## 略歴
日本の陸水学の歴史は、田中阿歌麿が山中湖の深度を計測した1899年（明治32年）に始まる。1922年（大正11年）にアウグスト・ティーネマンとアイナル・ナウマンによって国際理論応用陸水学会が設立された。これに触発され、日本においても陸水学を研究する団体の必要性が検討された。そして1931年（昭和6年）6月3日、東京一橋の学士会館において「日本陸水学会」が設立された。初代会長には田中阿歌麿が就任した。学会誌『陸水学雑誌』第1号は同年12月に刊行された。翌1932年（昭和7年）5月には学士会館において、初の総会が挙行された。
学会はその歴史とともに発展していき、2015年（平成27年）時点で会員数785人となり、2020年時点で総会は84回執り行われ、『陸水学雑誌』は80巻が刊行された。

## 出版物
学会誌は、2000年（平成12年）から以下の2誌に分割された。
- 陸水学雑誌（日本語）
- Limnology（英語）

## 賞
田中賞
吉村賞
1999年（平成11年）から、学会誌に秀でた論文を発表した者にたいし、日本の陸水学の発展に大いに寄与したが、戦時中の疎開先である真冬の諏訪湖で若くして事故死した吉村信吉の名を冠した「吉村賞」が贈られる。最終学歴後10年以内の若手会員が対象。
論文賞
優秀口頭発表賞
ポスター賞
国際交流奨励賞

## 陸水学の名称について
当初Limnologyの訳語は「湖沼学」であったが、1931年の学会設立時に、内陸部に存在する海水以外の水全般（湖沼、河川、地下水、雪、氷等）に研究範囲を広げ「陸水学」という新たな言葉を充てることとした。